# علم المناعة الحاسوبي

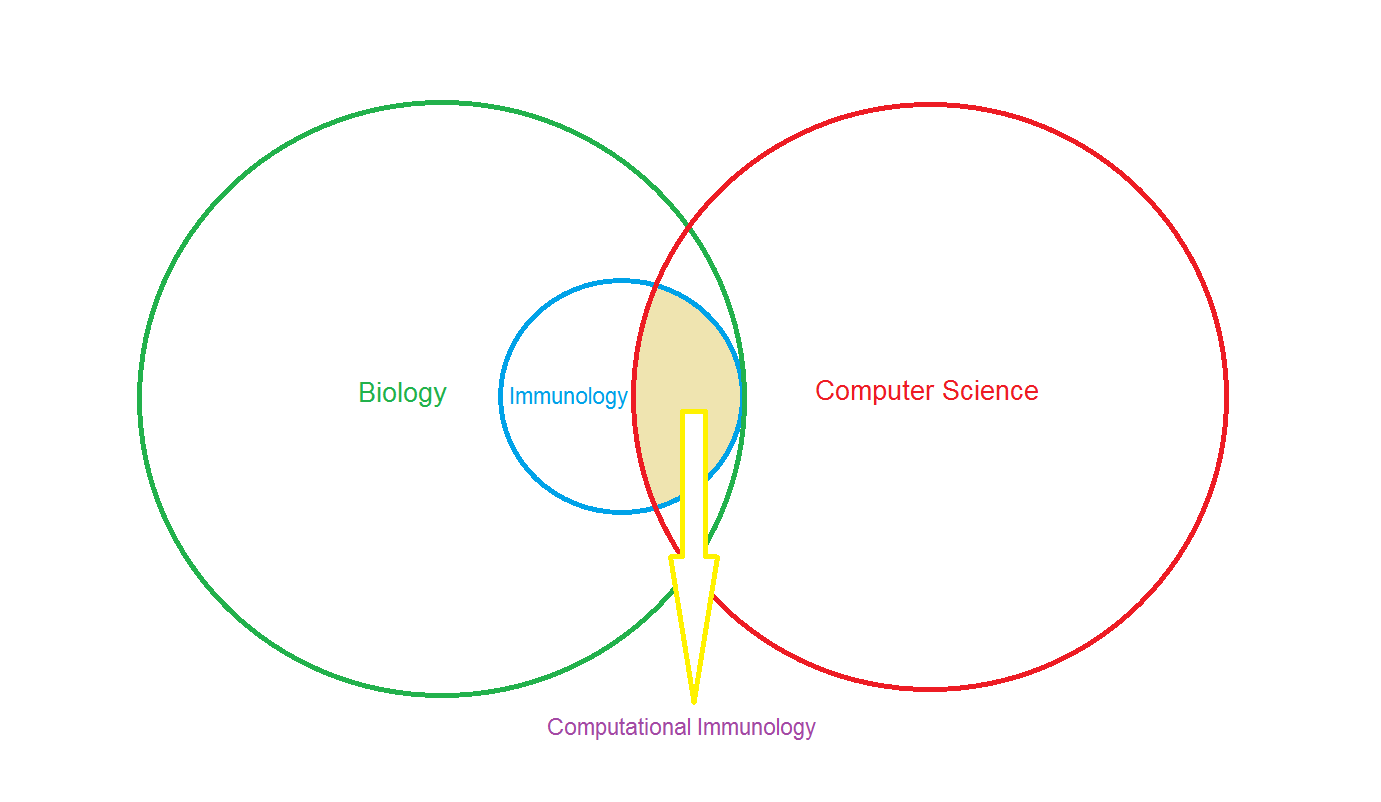
علم المناعة الحاسوبي هو فرع متداخل التخصص بين علم المناعة كفرع من علم الأحياء وعلم الحاسوب.

علم المناعة الحاسوبي (بالإنجليزية: Computational immunology)‏ هو مجال علمي يشمل ويستخدم مناهج ونتائج علم الجينوم وعلم الأحياء الحاسوبي عالية الإنتاجية لصالح علم المناعة . الهدف الرئيسي لهذا المجال هو تحويل بيانات مناعية إلى مسائل حاسوبية [الإنجليزية]، حل هذه المسائل باستخدام مناهج رياضية وحاسوبية ثم تحويل النتائج إلى تفسيرات مناعية ذات معنى.

## مقدمة
جهاز المناعة نظام معقد في جسم الإنسان وفهمه هو أحد أصعب المواضيع في علم الأحياء. الأبحاث المناعية مهمة لفهم الآليات الكامنة خلف الدفاع عن جسم الإنسان وكذلك لتطوير أدوية للأمراض المناعية والحفاظ على الصحة. النتائج الحديثة لتكنولوجيات علم الجينوم والبروتيوميات غيرت البحث المناعي بشكل كبير. أنتجت سَلسَلة [الإنجليزية] جينوم الإنسان وجينومات كائنات نموذجية أخرى كميات كبيرة متزايدة من البيانات ذات الصلة بالأبحاث المناعية وفي نفس الوقت يتم الإبلاغ عن كميات كبيرة من البيانات الوظيفية والسريرية في الكتابات العلمية ويتم تخزينها في قواعد بيانات. التقدمات الحديثة في علم الأحياء الحاسوبي أو المعلوماتية الحيوية كانت مفيدة في فهم وتنظيم هذا الكم الكبير من البيانات وسمحت بنشوء مجال جديد سمي علم المناعة الحاسوبي أو المعلوماتية المناعية.
علم المناعة الحاسوبي فرع من المعلوماتية الحيوية وهو مبني على مفاهيم وأدوات مماثلة مثل: رصف التسلسلات وأدوات التنبؤ ببنية البروتين. المناعيات [الإنجليزية] هو فرع مثل الجينوميات والبروتيوميات، وهو علم يجمع بين علم المناعة وعلم الحاسوب والرياضيات والكيمياء والكيمياء الحيوية من أجل تحليلات واسعة النطاق لوظائف جهاز المناعة. ويهدف إلى دراسة تآثرات البروتين-بروتين المعقدة وشبكات التأشير المناعية من أجل فهم أفضل للاستجابات المناعية ودورها أثناء الحالات الطبيعية والمرضية وحالات إعادة البناء. علم المناعة الحاسوبي جزء من المناعيات ويركز على تحليل كميات كبيرة من البيانات التجريبية.